# Sékhemkarê (XXVe dynastie)
Sékhemkarê est le nom d'un roi qui gouverne Tanis vers le début du VIIe siècle avant notre ère en parallèle de la XXVe dynastie.

## Attestations
Comme tous les rois tanites de cette période, Sékhemkarê n'est pas mentionné par Manéthon et peu de monuments portant son nom ont été découverts. Lors de la découverte du lac sacré du grand temple d'Amon de Tanis, Pierre Montet met au jour toute une collection de pierres en calcaire remployés dans la construction des murs du lac. Ces blocs inscrits et couverts de reliefs pour la plupart proviennent de plusieurs monuments qui ont été démantelés au cours de l'histoire du site et réutilisés pour la construction de nouveaux monuments par d'autres pharaons. L'un de ces monuments date du règne de Sékhemkarê.

## Règne
Peu de choses sont connues de ce roi, si ce n'est qu'il a régné au début du VIIe siècle AEC. Il semble succéder à Gemenefkhonsoubak et précéder Pétoubastis. Son règne est parallèle au début de la XXVIe dynastie représentée par Tefnakht II et à celui de Taharqa de la XXVe dynastie. C'est en effet sous le règne de Taharqa que le Delta commence à lui échapper avec l'émergence de pouvoirs locaux ayant une relative indépendance.